# Die Eickers
Die Eickers (auch: Familie Eicker) sind eine Vokalformation aus den Familienmitgliedern der Familie Eicker, die seit mehreren Jahrzehnten in der christlichen Musikszene tätig ist.
Nachdem das Gesangsduo Elsa & Ernst August Eicker seine beiden Töchter Cornelia und Ruthild seit deren dritten bzw. fünften Lebensjahr bereits gelegentlich mit auf die Bühne genommen hatte, bildete sich mit Heranwachsen derselben in den 1970er Jahren das Familienquartett Die Eickers. Elsa und Cornelia, beide Sopranstimmen, besetzten die Melodie und Überstimme, die ältere Schwester Ruthild sang den Alt und Ernst August Eicker die Männerstimme. In dieser Besetzung traten die Eickers über Jahrzehnte hinweg auf unterschiedlichsten Bühnen vom sakralen Raum bis hin zu Festivals in ganz Deutschland auf. Das Familienquartett unternahm auch zahlreiche internationale Konzertreisen unter anderem nach Kanada, Israel und die USA; meist gemeinsam mit dem Wir-singen-für-Jesus-Chor. Mit dem Wachsen der Familie um Schwiegersöhne sowie die dritte Generation, variierte zunehmend Form und Besetzung der Musikgruppe. Ebenso wurde der Name weitläufiger formuliert auf Familie Eicker geändert.
1979 brachten die Schwestern Ruthild und Cornelia unter dem Titel Es ist ein guter Weg eine gemeinsame Soloplatte heraus, die, wenngleich das Familienquartett als ganzes lediglich bei zwei Titeln eine Gastrolle einnahm, unter dem Namen Die Eickers verkauft wurde.
Im Sommer 2006 erreichte der Titel Schau ich zurück, 1991 erschienen, als erstes Lied die Tausendermarke der Wunschsendung Gern gehört im Evangeliums-Rundfunk. Daraufhin produzierten die Eickers in ihrer ursprünglichen Besetzung als Quartett nachträglich ein Musikvideo, das auf der gleichnamigen Jubiläumsproduktion zum vierzigjährigen Bestehen seiner übergeordneten Dachmarke Wir singen für Jesus auf DVD veröffentlicht wurde.
Ebenfalls in Originalbesetzung trat das Ensemble bereits wiederholt bei der erfolgreichen Nostalgie-Konzertreihe Unvergessen – Lieder, die bleiben auf. Die großformatigen Konzert-Events, veranstaltet vom ERF und Gerth Medien, führten die Eickers als Quartett 2011 nach Wetzlar und 2013 nach Crimmitschau. 
Auch beim bundesweiten Seniorentag des Bundes Freier evangelischer Gemeinden in Deutschland gastierten Die Eickers 2011 in alter Form.
In der Regel gibt die Gruppe heute jedoch in ihrer erweiterten Besetzung als Familie Eicker vor allem Konzerte im kirchlichen Rahmen.

## Veröffentlichungen
- Wenn du Jesus kennst, 1974 Wir singen für Jesus, später: Gerth Medien (LP Wunder der Gnade Jesu)
- Glücklichsein, 1974 Wir singen für Jesus, später: Gerth Medien (LP Wunder der Gnade Jesu)
- Wenn Jesus kommt und die Seinen lohnet, 1974 Wir singen für Jesus, später: Gerth Medien (LP Wunder der Gnade Jesu)
- An Jesu Hand, 1976 Wir singen für Jesus, später: Gerth Medien (LP 10 Jahre Wir-singen-für-Jesus-Chor)
- Ich rühm die Gnade, 1978 Frohe Botschaft im Lied (LP Wir gehen durch die Zeit)
- Halleluja, singt Halleluja, 1979 HSW (LP Es ist ein guter Weg)
- Selig sind, die reinen Herzens sind, 1979 HSW (LP Es ist ein guter Weg)
- Wohin sollten wir gehen, 1980 S+G (LP Er gab mir Freude)
- Jesus, mein Herr, Dank sei dir, 1982 S+G (LP Wir wollen weitersagen)
- Ja, ich weiß, 1984 S+G (LP Lasst uns gemeinsam ihn loben)
- Wer, 1986 S+G (Doppel-LP Preis den Herrn alle Welt)
- Ein wunderbarer Name, 1988 S+G (LP Preist seine Herrlichkeit)
- Schau ich zurück, 1991 S+G (LP Wir singen für Jesus)
- Himmlischer Vater, 1993 S+G (CD Gebt unserm Gott die Ehre)
- Amen, 1996 S+G (CD Gott ist der Grund unserer Freude)
- Alles will ich Jesus weihen, 2000 Schulte & Gerth (CD Jesus, du bist Herr)

Weitere Veröffentlichungen als Mitwirkende / erweitertes Familien-Ensemble
- Die Eickers & Wir-singen-für-Jesus-Chor: Das alt rauhe Kreuz (Dort auf Golgatha stand), 1976 Wir singen für Jesus, später: Gerth Medien (LP 10 Jahre Wir-singen-für-Jesus-Chor)
- Die Eickers & Wir-singen-für-Jesus-Chor: Wir gehen durch die Zeit, 1978 Frohe Botschaft im Lied (LP Wir gehen durch die Zeit)
- Cornelia Eicker (feat.: Die Eickers): Jesus ist da (Wenn du manchmal ganz alleine bist), 1979 HSW (LP Es ist ein guter Weg)
- Die Eickers & Wir-singen-für-Jesus-Chor: Ich weiß, dass Jesus lebt, 1984 S+G (LP Lasst uns gemeinsam ihn loben)
- Familie Eicker (mit Schwiegersöhnen/Ehemännern und Enkeln/Kindern): O du fröhliche, 2002  Gerth Music (CD Fest der Weihnachtslieder)